# Steve Marriott
Steve Marriott (teljes nevén: Stephen Peter Marriott) (London, Anglia, 1947. január 30. – 1991. április 20.) angol énekes, gitáros, billentyűs, zeneszerző, producer, gyerekszínész, a Small Faces együttes frontembere.

## Pályafutása
Gyermekszínészként kezdte pályáját, az Oliver! című darabban tűnt fel. 1963-ban rögzítette első szólólemezét Give Her My Regards címmel. 
1964-ben alakította meg Small Faces együttest, majd ennek feloszlása után a Faces és a Humble Pie tagja lett. 1968. május 29-én Londonban feleségül vette Jenny Rylance modellt. Második felesége Pam Stephens volt (1977. március 23-án vette el), a harmadik Toni Poulton. A Humble Pie 1974-es feloszlását követően szólókarrierbe kezdett, 1976-ban jelent meg első szólólalbuma Marriott címmel. Később All Stars néven is alapított egy együttest. 
Tragikus körülmények között, 1991. április 20-án vesztette életét, amikor a háza leégett.